# بنحاس روزن
بنحاس روزن ((بالعبرية: פנחס רוזן‏)، ولد فيليكس روسنبلوت؛ 1 مايو 1887 – 3 مايو 1978) كان سياسي ورجل دولة إسرائيلي وأول وزير عدل في البلاد حيث شغل المنصب ثلاث مرات خلال 51–1948، 56–1952، 61–1958.
في عام 1973 حصل على جائزة إسرائيل في القانون. 
ولد روزن في العاصمة الألمانية، برلين. درس القانون في جامعات برلين وفرايبورغ، وتخرج في عام 1908، ثم خدم لاحقاً في الجيش الألماني الامبراطوري خلال الحرب العالمية الأولى. كان دائماً نشط في الدوائر الصهيونية، وكان روسن رئيس الاتحاد الصهيوني في ألمانيا في الفترة من 1920–1923، وفي نهاية المطاف هاجر إلى فلسطين عام 1926 حيث مارس مهنة المحاماة وساعد في إنشاء جمعية المهاجرين في أوروبا الوسطى. في عام 1948 كان من بين الموقعين على وثيقة إعلان قيام دولة إسرائيل، والذي ساعد في صياغتها.

## روابط خارجية
- بنحاس روزن على موقع مونزينجر (الألمانية)

- ملفه على موقع الكنيست